# Инчжоу (мифология)
Инчжо́у (кит. 瀛洲) — в древнекитайских мифах остров-гора, место жительства бессмертных, своеобразный вариант даосского рая.
В «Исторических Записках» Сыма Цяня сказано так: «В море-океане стоят три священных горы. Зовутся они Пэнлай, Фанчжан и Инчжоу. Обитают на них бессмертные-сяни.»
Согласно мифу («Записки о десяти сушах посередь морей» (4-5 вв.)), остров находится якобы в Восточном море в 700 тысячах ли от местности Куйцзи в провинции Чжэцзян. На нём растёт чудесная трава бессмертных — сянь-цао, по вкусу напоминающая вино и дающая людям долголетие. Этот источник называется Юйлицюань («нефритовый источник сладкого вина»).
В трактате «Ле-цзы» рассказывается, что в бездне Гуйсюй некогда плавали пять гор: Дайсюй, Юаньцзяо, Фанчжан, Инчжоу и Пэнлай. Окружность каждой из них — 30 тысяч ли, плато на вершине — 9 тысяч ли, горы отстоят друг от друга на 70 тысяч ли. Все строения там из золота и нефрита, все звери и птицы белого (то есть священного) цвета, деревья, на которых зреют жемчуг и белые драгоценные камни, растут кущами, плоды имеют удивительный аромат. Тот, кому довелось их отведать, не старел и не умирал. На островах жили бессмертные. Однако острова носило по волнам, и это причиняло бессмертным беспокойство. Тогда бессмертные обратились с жалобой к Шан-ди. Тот послал в море гигантских черепах, чтобы они держали горы на головах. Великан Лун-бо поймал на крючок шесть черепах, две горы — Юаньцзяо и Дайсюй унесло в северный океан, остались Пэнлай, Фанчжан и Инчжоу на спине Ао.
Существовало представление о том, что Пэнлай, Фанчжан и Инчжоу издали напоминают тучи, когда люди приближаются к ним, горы-острова уходят под воду.
В поздние времена (Империя Цин) под влиянием легенд так называли Тайвань жители городов Чжанчжоу (漳州) и Цюаньчжоу (泉州) в провинции Фуцзянь, откуда на Тайвань перемещались переселенцы. Буквально Инчжоу использовалось в контексте «континент в море Ин (瀛)», а жители Чжанчжоу и Цюаньчжоу именовали свою территорию Наньин (Южный Ин), это наименование сохранилось, например — Наньинская Академия (南瀛書院).